# Споменик погинулим борцима 1990-1999 у Власотинцу
Споменик је посвећен палим борцима из ратова вођених 1990. и 1999. године, и налази се у центру Власотинца између два моста.
На конкурс за идејно решење за дизајн споменика пристигло је шест идејних пројеката, међу којима је комисија у саставу: Миодраг Нагорини, академски сликар; Бошко Станчић, урбаниста; Сокол Стојановић, шумарски инжењер; Иван Анђелковић, председик УБР 1999, изабрала идејно решење Небојше Митровића, професора уметности из Власотинца. 
Уређење спомен-парка обавило је Јавно предузеће „Механизација“ из Власотинца. Постамент споменика од армираног бетона израдило је друштвено предузеће „Црна Трава“ из Власотинца. Мермерне плоче за облагање набављене су у Аранђеловцу (венчачки мермер). Текст и симболе на споменику усвојила је Општинска комисија за споменике, уз консултацију са родитељима и родбином погинулих бораца Војске Југославије и са свештенством власотиначке цркве. Белог орла постављеног на врх споменика израдио је Небојша Митровић, а чесму и фонтану друштвено предузеће „Црна Трава“ по пројекту Небојше Митровића. Израду спомен-парка и споменика финансирала је Скупштина општине Власотинце. 
Споменик су 9. маја 2002. године открили Велимир Лазаревић, генерал-пуковник, и Велимир Станковић, председник Организационог одбора меморијала.